# Bandera de l'estel de l'alba

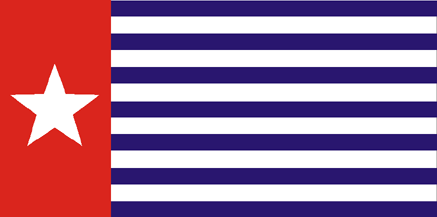
Bandera en proporció 1:2

La bandera de l'estel de l'alba (en indonesi: Bendera Bintang Kejora; neerlandès: Morgenstervlag) és la bandera de Papua Occidental. Consta d'una banda vertical vermella al llarg del costat del màstil, amb una estrella blanca de cinc puntes (estel de l'alba) al centre, i tretze franges horitzontals, amb set franges blaves i sis blanques, alternant blau i blanc.
Segons la Llei d'Autonomia Especial de Papua, ratificada el 2002, la bandera es pot hissar a la regió de Nova Guinea Occidental, sempre i quan la bandera d'Indonèsia també s'hissi i a major alçada. Nogensmenys, el Moviment Papua Lliure (indonesi: Organisasi Papua Merdeka, OPM), i el seus partidaris per la independència, l'utilitzen autònomament. També va ser la utilitzada a l'antiga colònia de Nova Guinea Neerlandesa però de forma suplementària a la bandera dels Països Baixos. L'1 de desembre de 1961 es va plantejar el seu ús per primera vegada, aproximadament un any abans que el territori quedés sota administració de l'Autoritat Executiva Temporal de les Nacions Unides (UNTEA), l'1 d'octubre de 1962.

## Història
El febrer de 1961, després de les eleccions territorials, el Consell de Nova Guinea, un òrgan de govern representatiu format per 28 càrrecs, va ser investit l'1 d'abril de 1961 pel governador Pieter Johannes Platteel, i inaugurat el 5 d'abril de 1961 amb l'assistència d'Austràlia, França, Països Baixos, Nova Zelanda, Regne Unit i altres nacions del Fòrum de les Illes del Pacífic, i l'absència dels Estats Units d'Amèrica. El Consell va designar un manifest que expressava el desig d'independència, i va dissenyar una bandera i un himne d'acord amb aquest desig. El disseny de la bandera s'atribueix a Nicolaas Jouwe. El 30 d'octubre de 1961, el Consell va aprovar aquestes accions per unanimitat i, el 31 d'octubre de 1961, es va presentar per primera vegada al governador Platteel.
D'aquesta forma, el Butlletí d'Ordenances i Decrets del Govern de Nova Guinea Neerlandesa de 1961, número 18 (Ordenança sobre la bandera territorial) va establir que la bandera seria de set barres blaves i sis de blanques amb una banda vertical al pal i estel al centre amb punta vertical i les puntes en angles de 36 graus. La proporció seria 2:3 i l'amplada de la franja 2/5 de l'altura de la bandera. El diàmetre en el qual estaria situat l'estel seria de 7/8 del llarg (en el sentit d'ample) de la franja vermella i els colors exactes de la bandera quedaven a voluntat del governador. L'ordenança va ser promulgada el 18 de novembre i publicada el 20 de novembre de 1961, amb efectes a partir de l'1 de desembre de 1961 i anava signada pel governador Platteel i el secretari A. Loosjes. Igualment, una altra ordenança, la número 69, va establir l'himne nacional. Una tercera ordenança, la número 70, va implementar l'ordenança 68 sobre l' ús de la bandera. Entre altres qüestions, les autoritats neerlandeses no van acceptar la denominació de la bandera, reconeixent-la com una bandera territorial (landsvlag) i no una bandera nacional.
L'1 de desembre de 1961 es va celebrar una cerimònia d'inauguració, amb la bandera oficialment hissada per primera vegada fora de l'edifici del Consell, en presència del governador juntament amb la bandera neerlandesa. Entre 1962 i 1963, Indonèsia va ocupar el territori i el va reanomenar «Irian Jaya». La bandera va quedar suprimida fins i tot abans de l'annexió formal, que es va produir el 1969. Com a resposta, l'1 de juliol de 1971, a la caserna Victoria (Markas Victoria), el general de brigada Seth Jafeth Rumkorem, líder del govern revolucionari provisional Moviment de Papua Lliure, va proclamar unilateralment Papua Occidental (Papua Barat) com a república democràtica independent. D'aquesta manera, la bandera de l'estel de l'alba va ser adoptada com a bandera nacional de la República de Papua Occidental.

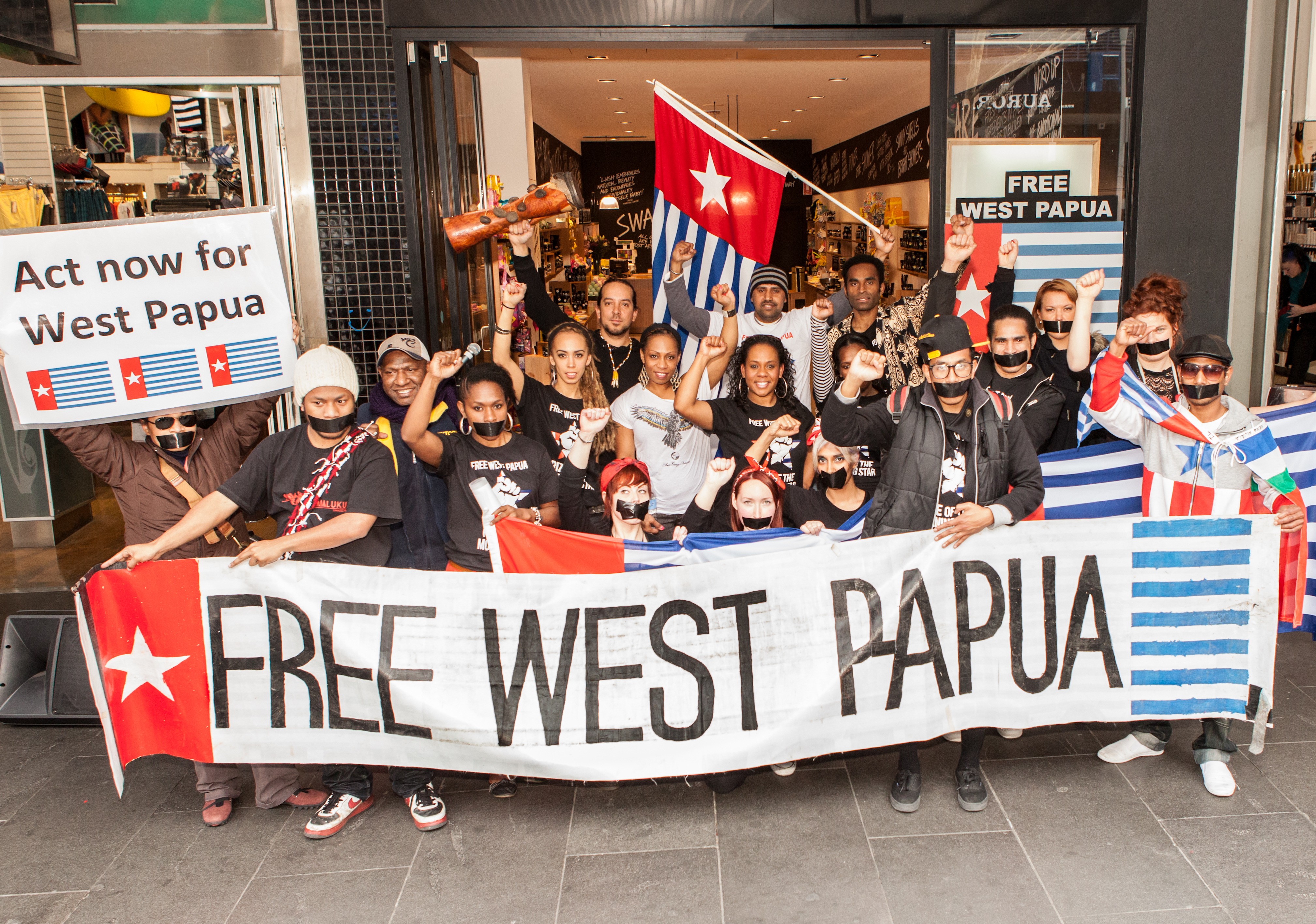
Concentració independentista a Melbourne (2012)

## Usos moderns
La bandera és utilitzada pel moviment independentista de Papua i pels seus partidaris d'arreu del món. Les cerimònies especials tenen lloc l'1 de desembre de cada any, per commemorar la primera hissada de la bandera el 1961. Les autoritats indonèsies perceben el vol d'aquesta bandera com una defensa de la independència papú i de desafiament de la sobirania indonèsia.
El 2004, dos ciutadans papús, Filep Karma i Yusak Pakage, van ser condemnats a penes de 15 i 10 anys per hissar la bandera a Jayapura. Pakage va ser alliberat el novembre de 2015 i presumptament va patir abusos a mans de les autoritats penitenciàries durant el seu empresonament. Amnistia Internacional va considerar que tots dos homes eren presoners de consciència i va designar el cas de Karma el 2011 com un «cas prioritari». Durant les celebracions del Dia de la Bandera de Papua el 2019, un nombre desconegut de persones van ser detingudes per planificar o dur a terme celebracions durant la diada, amb fonts que certifiquen la xifra entre 34 i 100 detinguts. Molts governs locals de Papua han prohibit qualsevol forma d'activitat commemorant l'aniversari.